# 小笠原真
小笠原 真（おがさわら しん、1977年12月19日 - ）は、大阪府出身の漫画家。血液型はA型。北陽高等学校卒、近畿大学卒。本名は、小笠原真一（おがさわら しんいち）。

## 人物
- 高校時代は、特進クラスに在籍していた。
- 卒業後はゲームソフト会社に就職していたが、25歳で退社し、小学館コミック新人賞に1年間アタックし続ける。
- 現在、もんじゃとポケットモンスターにハマッている。
- ゲームは、攻略本を見ずにプレイするタイプ。
- 知覚過敏で、対処法に困っているらしい。
- ありがとうの代わりに「兄がとう」と言う事もある。

## 略歴
- 2003年 - 小学館コミック新人賞を受賞。[要出典]
- 2004年 - サンデーまんがカレッジにて『栄養専門学校』努力賞受賞。
- 2005年 - 1月より『兄ふんじゃった!』連載開始。
- 2007年 - 12月に連載終了。
- 2009年 - 6月より『電脳遊戯クラブ』連載開始。
- 2011年 - 2月に連載終了。

## 受賞歴
- 2003年12月期 ジャンプ十二傑新人漫画賞 最終候補まであと一歩
- 2004年6月期 「栄養専門学校」 まんがカレッジ 努力賞

## 作品

### 連載
- 兄ふんじゃった!（週刊少年サンデー2005年9号 - 2008年4・5合併号）
- 電脳遊戯クラブ（週刊少年サンデー2009年29号 - 2011年10号）

### 読切
- ハイスクール中学校（週刊少年サンデー超2005年3月25日号）
- 勇者チューニ!（週刊少年サンデー超2007年1月25日号）
- 兄さんいじって ゲーニン魂（週刊少年サンデー超2008年3月25日号）

### その他
- まんがカレッジ特別講座 プロ魂 第6回（週刊少年サンデー2006年23号）

## アシスタント
- クリスタルな洋介